# Alex Ivanov
Alex Ivanov (Concord, 24 oktober 1987) is een Amerikaans voormalig skeletonracer.

## Carrière
Ivanov deed aan atletiek en voetbalde op de University of Hartford en daarna de Fitchburg State University, hij studeerde af met een bachelor in psychologie. Hij heeft ook een zwarte band in karate en raakte in contact met skeleton toen hij op college zat. Hij maakte zijn wereldbekerdebuut in het seizoen 2019/20 waar hij een 23e plaats behaalde in het eindresultaat.

## Resultaten

### Wereldbeker
Eindklasseringen
| Seizoen   | Rang |
| --------- | ---- |
| 2019/2020 | 23e  |